# Djinga felicis
Espèce
Synonymes
- Djinga felicis C.Cusset (préféré par NCBI)[2]
- Djinga felicis[2]

Djinga felicis C. Cusset est une espèce de plantes à fleurs dicotylédones, du genre Djinga et de la famille des Podostemaceae.

## Description
C’est une plante avec une tige de 40 à 50 cm, qui croît dans les torrents,. On la retrouve au Cameroun, d'où elle est native, ainsi qu'en République centrafricaine.